# Ștefan Mardare
Ștefan Adrian Mardare (n. 3 decembrie 1987, Bacău) este un jucător român de fotbal care evoluează la clubul National Sebis.
Și-a făcut debutul în Liga I din România la data 22 aprilie 2006 pentru clubul FCM Bacău. În urma evoluțiilor sale de la echipa de club și de la echipa națională de tineret a României, a circulat informația că ar fi atras atenția unor cluburi din Premier League, ca Everton FC și Newcastle United, pe când juca la FC Vaslui, dar acestea nu s-au concretizat printr-un transfer. El a ajuns în 2008 la FC Rapid București. În februarie 2011, după ce în prima parte a sezonului nu a jucat niciun singur minut la Rapid, iar clubul nu îi mai plătise salariul timp de 2 luni și jumătate, Mardare a cerut și a obținut declararea ca jucător liber de contract, după care a semnat cu Debreceni VSC.

## Statistici
| FC Vaslui                   | 07-08         | 28 | 0 | 0 | 0 | 0 | 0 | 28 | 0 |
| FC Vaslui                   | 06-07         | 18 | 0 | 1 | 0 | 0 | 0 | 19 | 0 |
| FC Vaslui                   | Total         | 46 | 0 | 1 | 0 | 0 | 0 | 47 | 0 |
| FCM Bacău                   | 05-06         | 5  | 0 | 0 | 0 | 0 | 0 | 5  | 0 |
| FCM Bacău                   | Total         | 5  | 0 | 0 | 0 | 0 | 0 | 5  | 0 |
| Total carieră               | Total carieră | 51 | 0 | 1 | 0 | 0 | 0 | 52 | 0 |
| Actualizat la 3 august 2008 |               |    |   |   |   |   |   |    |   |